# 游日正
游日正（1949年5月15日—2002年5月25日），中華民國政治人物，曾擔任桃園縣龍潭鄉鄉長，後代表中國國民黨在桃園縣選舉區當選為第二屆立法委員。
2002年5月25日，游日正搭乘中華航空611號班機前往香港，飛機在澎湖縣馬公市外海西北方10海浬處高空解體，致使游日正身亡。